# Mycerinopsis unicolor
Mycerinopsis unicolor là một loài bọ cánh cứng trong họ Cerambycidae.